# تپه کندیری تپه سی
تپه کندیری تپه سی مربوط به دوران‌های تاریخی پس از اسلام است و در شهرستان بوئین‌زهرا، بخش آوج، روستای دشتک واقع شده و این اثر در تاریخ ۲۵ خرداد ۱۳۸۱ با شمارهٔ ثبت ۵۷۴۲ به‌عنوان یکی از آثار ملی ایران به ثبت رسیده است.